# Ramocsaháza
Ramocsaháza là một thị trấn thuộc hạt Szabolcs-Szatmár-Bereg, Hungary. Thị trấn này có diện tích 18,11 km², dân số năm 2010 là 1476 người, mật độ 82 người/km².